# Сельское поселение Большая Романовка
Се́льское поселе́ние Большая Романовка — муниципальное образование в Кошкинском районе Самарской области Российской Федерации.
Административный центр — село Большая Романовка.

## История
Статус и границы сельского поселения установлены Законом Самарской области от 25 февраля 2005 года № 48-ГД «Об образовании сельских поселений в пределах муниципального района Кошкинский Самарской области, наделении их соответствующим статусом и установлении их границ».

## Население
| 2010  | 2012  | 2013  | 2014  | 2015  | 2016  | 2017  |
| ----- | ----- | ----- | ----- | ----- | ----- | ----- |
| 1138  | ↘1132 | ↗1136 | ↘1126 | ↘1113 | ↘1086 | ↘1067 |
| 2018  | 2019  | 2020  | 2021  |       |       |       |
| ↘1052 | ↘1050 | ↘1031 | ↘1002 |       |       |       |

## Состав сельского поселения
| № | Населённый пункт  | Тип населённого пункта       | Население |
| - | ----------------- | ---------------------------- | --------- |
| 1 | Бикулов Починок   | деревня                      | 26        |
| 2 | Большая Романовка | село, административный центр | ↗373      |
| 3 | Долиновка         | деревня                      | ↘130      |
| 4 | Залесье           | село                         | ↗458      |
| 5 | Каменный Овраг    | деревня                      | 48        |
| 6 | Малая Романовка   | деревня                      | ↘68       |
| 7 | Розовка           | железнодорожный разъезд      | 4         |
| 8 | Супонево          | деревня                      | 31        |